# Перенсон, Адольф Густавович
Адо́льф Гу́ставович Перенсо́н (эст. Adolf Perenson; 1885—1919)  — российский революционер, участник Гражданской войны, социал-демократ, борец за установление Советской власти в Сибири.

## Биография
Родился в Нарве в 1885 году. Учился в Кронштадтской гимназии, в последнем классе которой вступил в марксистский кружок. После окончания гимназии поступил в Санкт-Петербургскую военно-медицинскую академию. В 1905 году вступил в РСДРП(б), вёл подпольную партийную работу на Выборгской стороне. В 1908 году за попытку организации вооружённого восстания в Кронштадте был осуждён к пяти годам каторжных работ. Заключение отбывал в Зерентуйской и Кутомарской каторжных тюрьмах (Восточная Сибирь). После завершения каторги вышел на поселение в Селенгинскую волость (Забайкалье), а затем в село Богучаны Енисейской губернии. Весной 1914 года добился разрешения выехать в город Енисейск. 
В апреле 1917 года при поддержке большевиков был избран председателем Енисейского совета, деятельность которого одобрил В. И. Ленин в статье «К чему ведут контрреволюционные шаги Временного правительства». 
В 1918 году работал в Красноярске заместителем председателя объединённого губернского исполкома Советов рабочих и солдатских депутатов Енисейской губернии; руководил организацией отрядов Красной гвардии. 
В момент Чехословацкого восстания находился на совещании советских работников в Иркутске. Решил, несмотря на опасность, попытаться пробраться в Красноярск, но был опознан на станции Нижнеудинская и арестован. Почти год содержался в тюрьме в качестве заложника. Расстрелян 11 мая 1919 года в губернской тюрьме вместе с Яковом Боградом, Ольгердом Петерсоном, Ракомблем Менчуком, Иваном Коншиным, Фёдором Вейманом, Семёном Иофером, Эрнестом Шульцем и Яном Станислауэ в отместку за жестокое убийство красными повстанцами старшего унтер-офицера 8-й роты 10-го чехословацкого полка Вондрашека.

## Память
Именем Перенсона названа одна из центральных улиц Красноярска (бывший  Почтамтский переулок), а также одна из улиц города Енисейска. В советское время одна из улиц Нарвы также носила имя Перенсона.